# شبكة

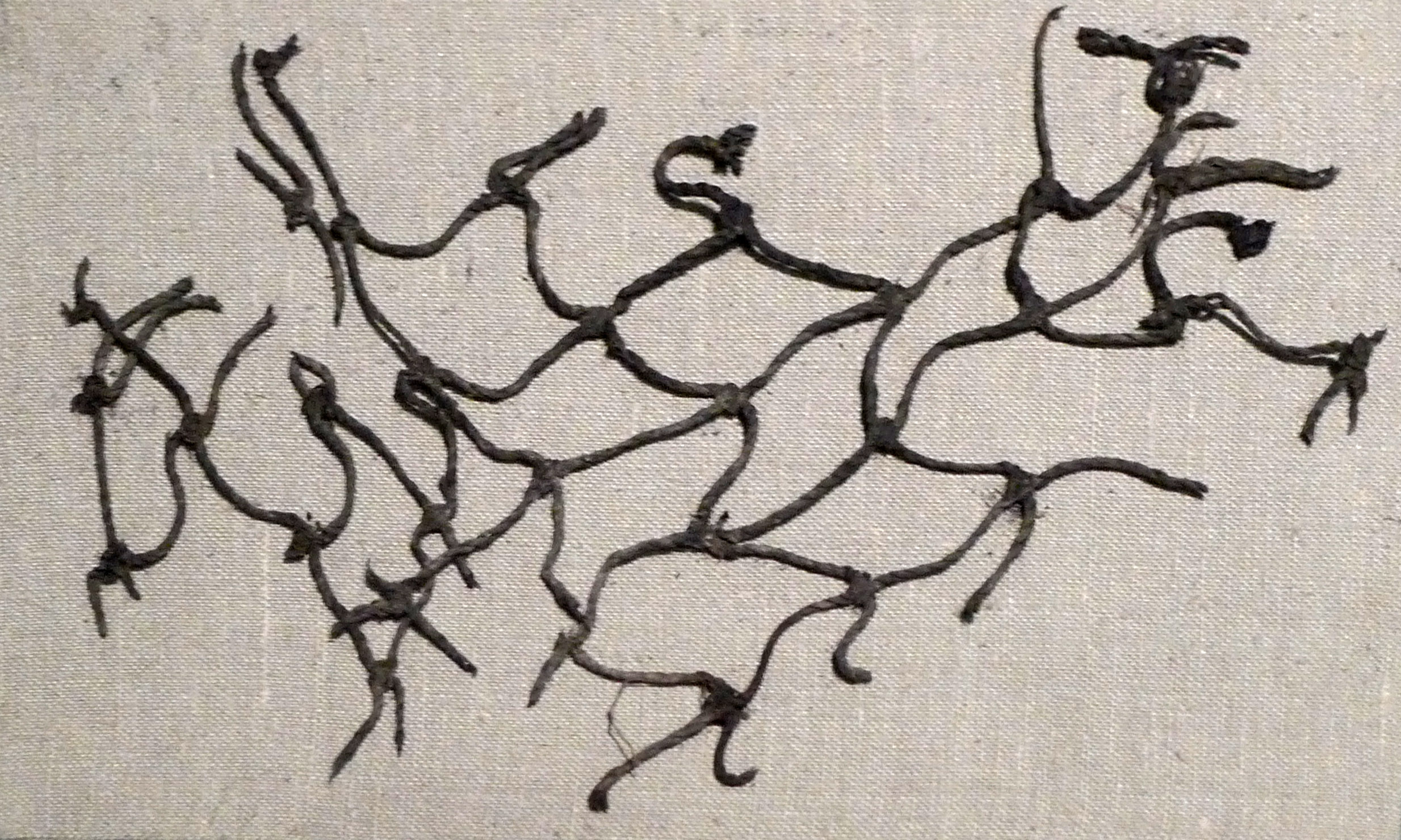
شبكة من العصر الحجري الحديث.

الشبكة هي ألياف منسوجة على هيكل شبكي بحيث تمنع مرور العناصر الكبيرة بينما تترك الأشياء الصغيرة والسوائل تمر. بعض الأنواع الحيوانية مثل الزرافة الشبكية والأفعى المشبكية لها علامات في جسمها شبيهة بالشبكة. للشبكة أنواع وأشكال وأحجام وأغراض كثيرة منها للصيد، ومنها لحمل الأثقال، وأشياء أخرى.

## التاريخ
أقدم شبكة تم العثور عليها كانت من العصر الحجري المتوسط. ولكن يُعتقد بوجود شبكات في العصر الحجري القديم.
تُصنع الشباك عادةً من المواد القابلة للتلف ويكون تواجدها قليل في السجلات الأثرية. يتم الحفاظ على بعض الشباك في الجليد أو المستنقعات.

## الاستخدامات

### النقل

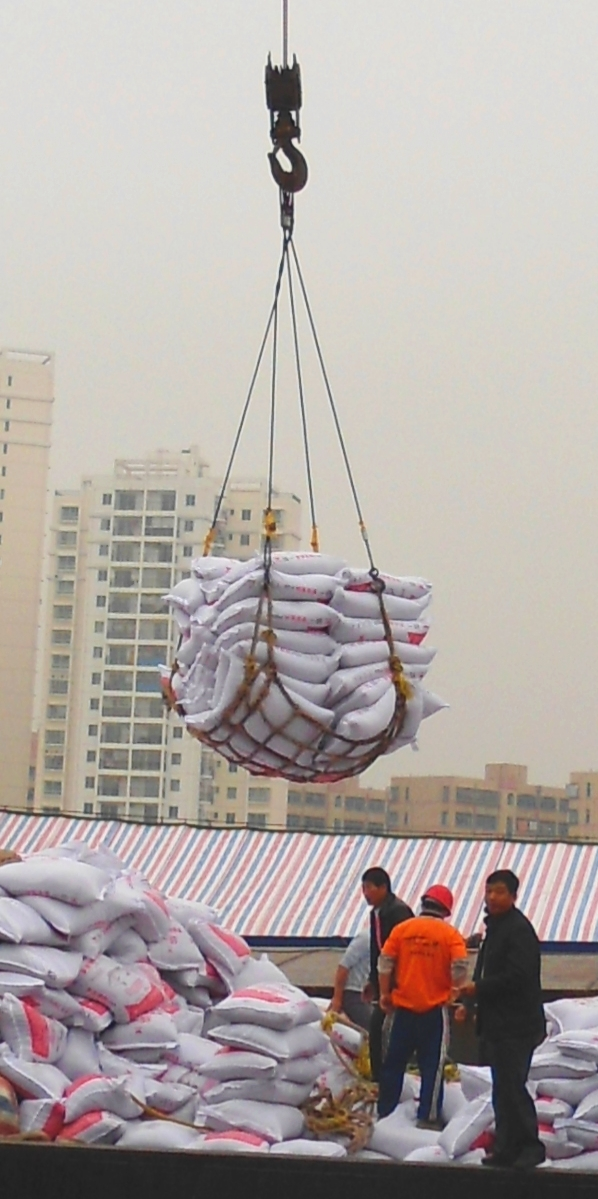
شبكة شحن في الصين.

تشمل أمثلتها شبكات الشحن والأكياس الشبكية، بعض الخضراوات كالبصل يتم شحنها في شباك.

### الرياضة
في الرياضة تُستخدم الشباك في المرمى كما في الألعاب الرياضية مثل كرة القدم وكرة السلة والبوسابول وكرة اليد وهوكي الجليد. كما تكون الشبكة كنسيج فاصل بين الخصمين في مختلف الألعاب الرياضية مثل كرة الطائرة والتنس وتنس الريشة وتنس الطاولة، حيث يجب أن تذهب الكرة أو الريشة عبر الشبكة لتبقى في اللعب.

### صيد الحيوانات
وتشمل شبكات صيد الحيوانات شبكة صيد الأسماك وشبكة صيد الفراشة وشبكة صيد الطيور وشباك الفخاخ. البعض ، مثل الشباك السديمية، وشبكات الصورايخ، وسلاح الشبكة قد صممت لعدم إيذاء الحيوانات التي يتم صيدها. ويمكن أيضا استخدام شبكات كتمويه.

### المفروشات
بعض الأغراض مثل الأراجيح الشبكية وشبكات الأمان والناموسيات تعتمد على الشبكة. بعض الأثاث يتضمن شبكة ممتدة بين جانبي الإطار.

### الملابس
انظر أيضًا النسج
شبكات الشعر وشبكات ربط الحذاء والشبكة المطرزة كُلها تستخدم الشباك في الملابس.

### أخرى
تُستخدم الشباك أحياناً كحدود وسياج، وتُستخدم كمضادة للغواصات في البحر.